# Ghiacciaio Pastra
Il ghiacciaio Pastra è un ghiacciaio lungo circa 4,8 km e largo 2, situato sull'isola Trinity, una delle isole dell'arcipelago Palmer, al largo della costa nord-occidentale della Terra di Graham, in Antartide. In particolare, il ghiacciaio si trova nella regione centrale dell'isola, dove fluisce verso nord, scorrendo a est del picco Lyon, fino a entrare nella baia di Miburn.

## Storia
Il ghiacciaio Pastra è stato così battezzato dalla Commissione bulgara per i toponimi antartici in onore del villaggio di Pastra, nella Bulgaria occidentale.